# Ácido graso monoinsaturado
Los «ácidos grasos monoinsaturados» son aquellos ácidos grasos de cadena carbonada porque poseen una sola insaturación en su estructura, es decir, poseen un solo doble enlace carbono-carbono (C=C). Un ejemplo de este tipo de ácidos es el ácido oleico presente en casi todas las grasas naturales, llamado comúnmente omega 9.

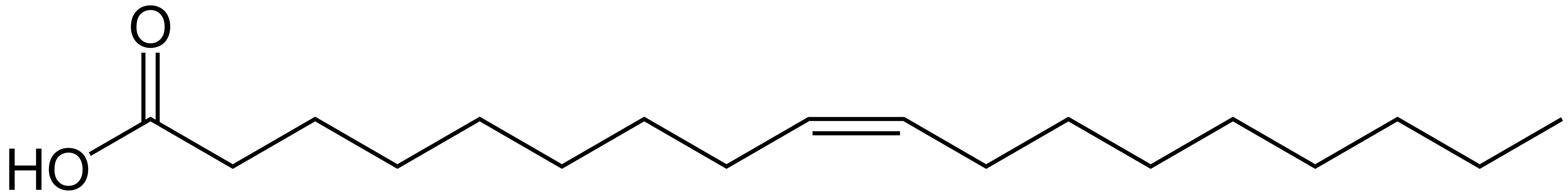
Ácido oleico, un ácido graso monoinsaturado, con el doble enlace en posición 9 a contar desde el extremo metilo de la molécula (en la imagen, a la derecha); es por tanto de la serie omega 9.

Varios ácidos grasos de la serie omega 9 son monoinsaturados; el más importante de ellos es el ácido oleico, componente principal de la trioleína, el triglicérido principal del aceite de oliva. Los ácidos grasos de la serie omega 3 y omega 6 son poliinsaturados (tienen varios enlaces dobles).

## Principales ácidos grasos monoinsaturados
| N° átomos de C: n° dobles enlaces | Posición del doble enlace | Nombre común          | Nombre IUPAC                 | Fórmula química                    | Punto de fusión (°C) | Fuente                                                         |
| --------------------------------- | ------------------------- | --------------------- | ---------------------------- | ---------------------------------- | -------------------- | -------------------------------------------------------------- |
| 14:1                              | 9                         | Ácido miristoleico    | ácido cis-9-tetradecenoico   | C14H26O2 CH3(CH2)3CH=CH(CH2)7COOH  | -4                   |                                                                |
| 16:1                              | 6                         | Ácido sapiénico       | ácido cis-6-hexadecenoico    | C16H30O2 CH3(CH2)8CH=CH(CH2)4COOH  | -                    | Sebo humano                                                    |
| 16:1                              | 9                         | Ácido palmitoleico    | ácido cis-9-hexadecenoico    | C16H30O2 CH3(CH2)5CH=CH(CH2)7COOH  | -0,5                 | Grasas de la leche, grasas de reserva animal, grasas vegetales |
| 17:1                              | 10                        | Ácido heptadecenoico  | ácido cis-10-heptadecenoico  | C17H32O2 CH3(CH2)5CH=CH(CH2)7COOH  | -0,5                 | Grasas de la leche, grasas de reserva animal, grasas vegetales |
| 18:1                              | cis-9                     | Ácido oleico          | ácido cis-9-octadecenoico    | C18H34O2 CH3(CH2)7CH=CH(CH2)7COOH  | 16                   | Aceite de oliva, en todas las grasas naturales                 |
| 18:1                              | trans-9                   | Ácido elaídico        | ácido trans-9-octadecenoico  | C18H34O2 CH3(CH2)7CH=CH(CH2)7COOH  | 45                   | En las grasas de los rumiantes                                 |
| 18:1                              | trans-11                  | ácido trans-vaccénico | ácido trans-11-octadecenoico | C18H34O2 CH3(CH2)5CH=CH(CH2)9COOH  | 40                   | Principalmente en las grasas de los rumiantes                  |
| 18:1                              | cis-11                    | ácido cis-vaccénico   | ácido cis-11-octadecenoico   | C18H34O2 CH3(CH2)5CH=CH(CH2)9COOH  | 15                   | Aceite de acanto o de espino amarillo                          |
| 18:1                              | cis-6                     | Ácido petroselínico   | ácido cis-6-octadecenoico    | C18H34O2 CH3(CH2)10CH=CH(CH2)4COOH | 30                   |                                                                |
| 18:1                              | trans-6                   | Ácido petroselaídico  | ácido trans-6-octadecenoico  | C18H34O2 CH3(CH2)10CH=CH(CH2)4COOH | 54                   |                                                                |
| 20:1                              | 9                         | Ácido gadoleico       | ácido cis-9-eicosenoico      | C20H38O2 CH3(CH2)7CH=CH(CH2)9COOH  | 24,5                 | Aceite de colza                                                |
| 20:1                              | 11                        | Ácido gondoico        | ácido 11-eicosenoico         | C20H38O2 CH3(CH2)7CH=CH(CH2)9COOH  | 23,5                 | Aceite de pescado                                              |
| 22:1                              | 11                        | Ácido cetoleico       | ácido cis-11-docosenoico     | C22H42O2 CH3(CH2)9CH=CH(CH2)9COOH  | -                    | Aceite de pescado                                              |
| 22:1                              | 13                        | Ácido erúcico         | ácido cis-13-docosenoico     | C22H42O2 CH3(CH2)7CH=CH(CH2)11COOH | 34,7                 | Aceite de colza                                                |
| 24:1                              | 15                        | Ácido nervónico       | ácido cis-15-tetracosenoico  | C24H46O2 CH3(CH2)7CH=CH(CH2)13COOH | 39                   | -                                                              |